# 普利寺塔
37°26′16″N 114°30′06″E / 37.43778°N 114.50167°E
普利寺塔位于中国河北省邢台市临城县城内临泉路，是中国唯一保存的北宋方形密檐式仿木砖塔，2001年被列为第五批全国重点文物保护单位。
普利寺始建于北朝，近代荒废，仅存北宋皇祐四年（1052年）所建寺塔。普利寺塔为砖塔，平面方形，八层，高33米。